# Obiektyw Petzvala

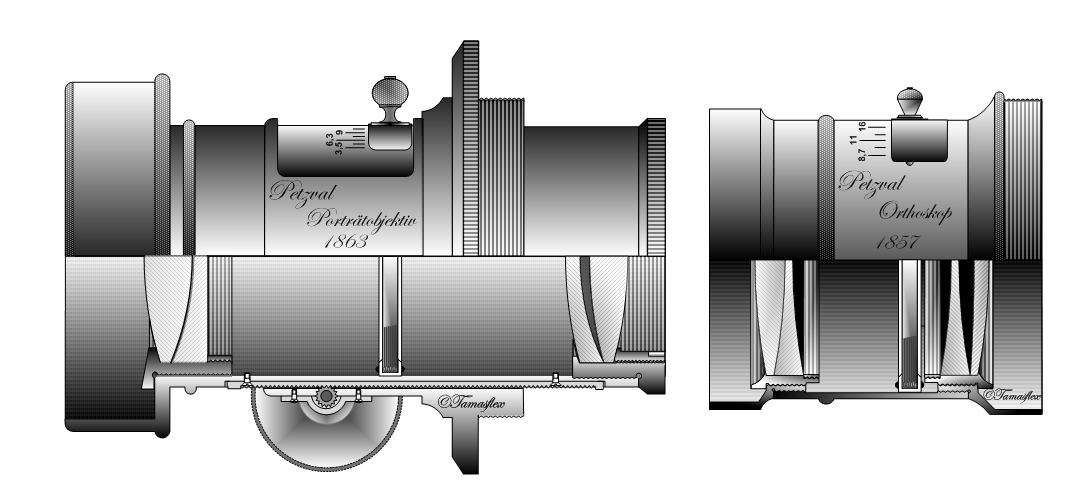
Schemat obiektywu oryginalnego (1857) i po usprawnieniach (1863)

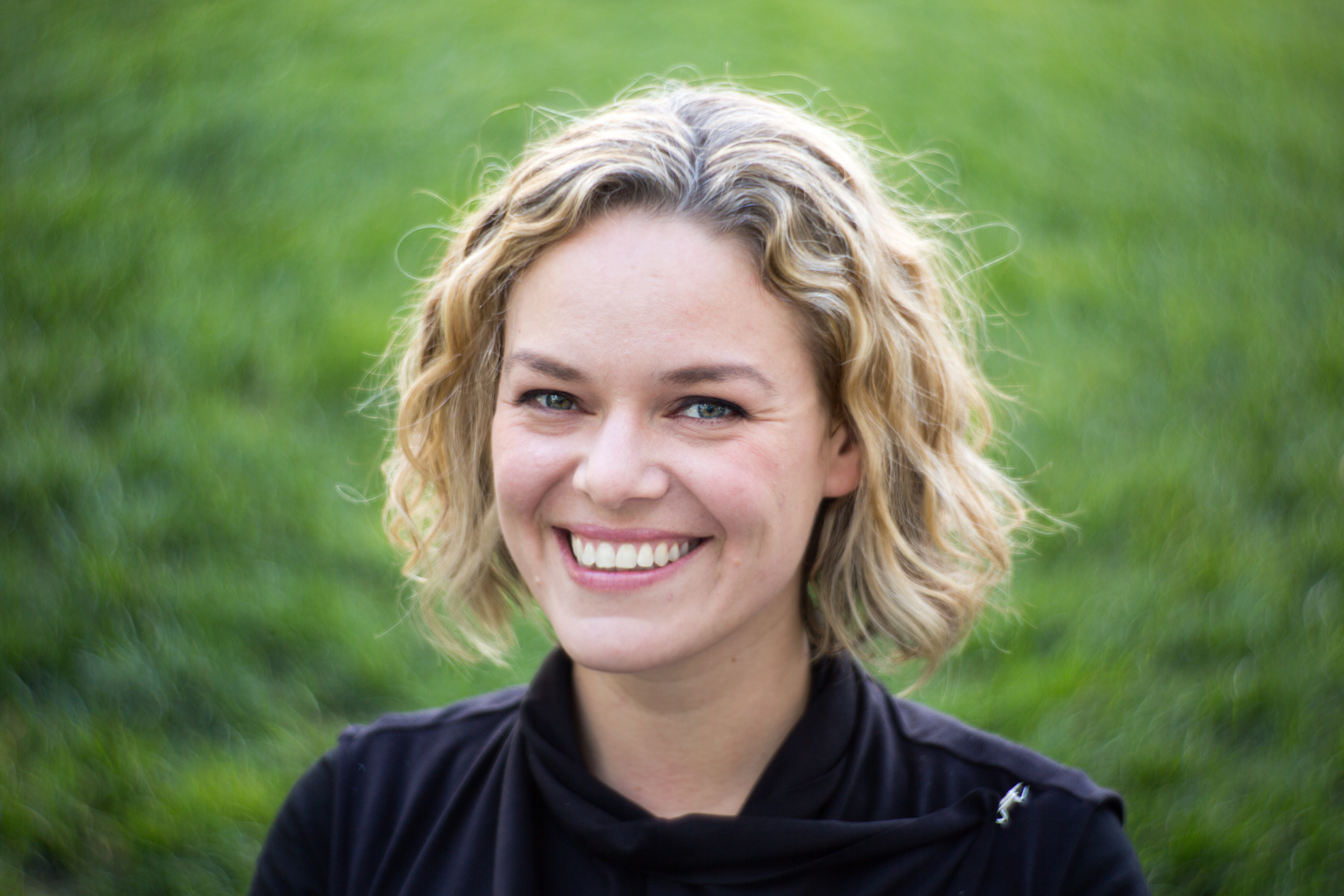
Fotografia wykonana obiektywem typu Petzvala, widoczny „wirujący” bokeh

Obiektyw Petzvala – obiektyw fotograficzny opracowany w 1840 przez Józsefa Petzvala. Uważany jest za pierwszy obiektyw fotograficzny który został zaprojektowany w sposób naukowy, poprzez teoretyczne wyliczenia, a nie przez empiryczne próby łączenia soczewek.

## Historia
Obiektyw powstał w odpowiedzi na konkurs rozpisany przez Société d'Encouragement pour l'Industrie Nationale na zaprojektowanie jasnego obiektywu portretowego do dagerotypii, istotnie zmniejszającego czas naświetlania zdjęć. 32-letni wówczas Petzval postanowił podjąć wyzwanie i przystąpić do konkursu. Petzval, jako pierwszy, zaprojektował swój obiektyw metodą matematyczną, wyliczając jego teoretyczne osiągi jeszcze przed jego wykonaniem. Pracował wówczas na Uniwersytecie Wiedeńskim pod patronatem arcyksięcia Ludwika. Korzystając z pomocy przyznanych mu do dyspozycji „kaprali Löschnera i Haima oraz ośmiu bombardierów” z Korpusu Inżynieryjnego Petzval zaprojektował i zbudował dwie wersje swojego obiektywu. Najbardziej znaną jest jasny, portretowy obiektyw o minimalnej przysłonie f/3,7, natomiast drugą konstrukcją jest mniej znany, szerokokątny obiektyw o przysłonie f/8,7. Pomimo niespotykanych jak na ówczesne czasy parametrów obiektyw Petzvala nie wygrał konkursu, na który został zaprojektowany.
Obiektyw składał się z dwóch achromatów, przednia grupa była klejona. Pomiędzy grupami znajdowała się przysłona. Przednia grupa soczewek obiektywu dobrze korygowała aberrację sferyczną, ale wprowadzała komę, którą poprawiała druga grupa soczewek. Umieszczenie przysłony pomiędzy soczewkami poprawiało astygmatyzm obiektywu, ale nie usuwało krzywizny pola i winietowania. Znaczna krzywizna pola i silne winietowanie ograniczały użyteczność obiektywu, jedynie centralna część obrazu (około 30°) była ostra i wyraźna, ale przy długiej ogniskowej tego typu charakterystyka była uważana za znakomitą do fotografii portretowej. Obiektyw był dużo jaśniejszy niż inne ówczesne mu obiektywy, umożliwiał praktycznie robienie zdjęć portretowych zmniejszając czas naświetlania do około jednej minuty.
Zewnętrzne soczewki były wykonane z kronu, wewnętrzne z flintu. Obiektywy Petzvala były produkowane w Wiedniu przez Petera Voigtländera i szybko zyskały znaczną popularność. Sam Petzval jednak nie wzbogacił się na swoim wynalazku, bowiem był on chroniony patentem tylko w Austrii. Szybko został skopiowany i był produkowany w wielu krajach. W ciągu 10 lat sprzedano ok. 8000 egzemplarzy obiektywu Petzvala, natomiast zwycięzca konkursu Photographe à verres combinés szybko został zapomniany.
Obiektyw Petzvala był do 14–15 razy jaśniejszy od porównywalnych obiektywów z tamtej epoki. Miał jasność wynoszącą f/3,7 przy ogniskowej 100 mm i większej, podczas gdy inne typowe obiektywy tej epoki miały przysłony w granicach f/8–16. Dawał bardzo ostry obraz na środku, ale miękki na brzegach. Przejście od ostrej części do miękkiej było płynne, co w obiektywie portretowym może być uważane za cechę pozytywną, jako że skupia uwagę oglądającego zdjęcie na jego centrum, rozmywając przy tym mniej istotne brzegi zdjęcia.
Używany był także jako obiektyw w latarniach czarnoksięskich, a współcześnie w elemencie optycznym laserowego czytnika pierwszych videodisców.
W 2013 firma Lomography wyprodukowała serię obiektywów tego typu dzięki crowdfundingowemu serwisowi kickstarter.com.